# Свирао је Дејвид Бови
Свирао је Дејвид Бови је сингл југословенског и српског рок бенда Рибља Чорба, који је снимљен 1987. године.
Објављен је под окриљем издавачке куће ПГП РТБ, текст је писао Никола Чутурило, музику за сингл правили су Миша Алексић и Бора Ђорђевић, који је написао и текст песме.